# Estensione trascendente
In matematica, più in particolare nella teoria dei campi, un'estensione trascendente (o ampliamento trascendente) è un'estensione di campi che non è algebrica, ovvero un'estensione {\displaystyle F\subseteq K} tale che nel campo {\displaystyle K} esiste almeno un elemento α trascendente su {\displaystyle F,} ovvero che non è radice di alcun polinomio a coefficienti in {\displaystyle F.}
Un esempio tipico di estensione trascendente è {\displaystyle F\subseteq F(X)}, dove {\displaystyle F(X)} è il campo delle funzioni razionali a coefficienti in {\displaystyle F;} altri esempi sono le estensioni {\displaystyle \mathbb {Q} \subseteq \mathbb {R} } e {\displaystyle \mathbb {Q} \subseteq \mathbb {C} }.

## Indipendenza algebrica e grado di trascendenza
Poiché un elemento {\displaystyle \alpha } trascendente su {\displaystyle F} non è soluzione di alcun polinomio a coefficienti in {\displaystyle F,} il grado dell'estensione {\displaystyle F\subseteq F(\alpha )} è infinito; di conseguenza, il grado di qualsiasi estensione trascendente è infinito, e questo strumento non può essere usato per studiarle. Al suo posto si introduce la nozione di grado di trascendenza, ottenuto sostituendo al concetto di indipendenza lineare quello di indipendenza algebrica: un insieme {\displaystyle S} si dice algebricamente indipendente su un campo {\displaystyle F} se non esiste alcun polinomio non nullo {\displaystyle P} in più variabili tale che {\displaystyle P(s_{1},\ldots ,s_{n})=0} per elementi {\displaystyle s_{1},\ldots ,s_{n}} in {\displaystyle S.} Analogamente alla definizione di base in algebra lineare si ha la definizione di base di trascendenza di un ampliamento {\displaystyle F\subseteq K}: è un sottoinsieme {\displaystyle T} di {\displaystyle K} tale che {\displaystyle T} è algebricamente indipendente su {\displaystyle F} e {\displaystyle K} è algebrico su {\displaystyle F(T).}
Questo parallelismo tra l'algebra lineare e le estensioni trascendenti non si limita alle definizioni, ma si estende anche a molte delle proprietà delle basi: ogni ampliamento trascendente possiede una base di trascendenza (anche se per dimostrarlo è necessario assumere il lemma di Zorn) e ogni insieme di elementi algebricamente indipendenti può essere completato ad una base di trascendenza aggiungendovi altri elementi. In particolare, due basi di trascendenza devono avere la stessa cardinalità: questa è detta grado di trascendenza di {\displaystyle K} su {\displaystyle F,} ed è analoga alla nozione di dimensione di uno spazio vettoriale.
Dalla definizione segue immediatamente che se {\displaystyle F\subseteq K\subseteq L} ed {\displaystyle L} è algebrico su {\displaystyle K,} allora {\displaystyle K} ed {\displaystyle L} hanno lo stesso grado di trascendenza su {\displaystyle F;} in particolare, un'estensione algebrica ha grado di trascendenza {\displaystyle 0}.
A differenza del grado dell'estensione, che è moltiplicativo (cioè se {\displaystyle F\subseteq K\subseteq L} allora {\displaystyle [L:F]=[K:F]\cdot [L:K]}), il grado di trascendenza è additivo, cioè il grado di trascendenza di {\displaystyle L} su {\displaystyle F} è uguale alla somma dei gradi di trascendenza di {\displaystyle K} su {\displaystyle F} e di {\displaystyle L} su {\displaystyle K.}

## Estensioni puramente trascendenti
Un'estensione generata da elementi algebricamente indipendenti è detta puramente trascendente. Un ampliamento puramente trascendente di {\displaystyle F} è isomorfo ad un campo {\displaystyle F(X)} di funzioni razionali, dove {\displaystyle X} indica un insieme di indeterminate indipendenti; il suo grado di trascendenza è dato dalla cardinalità di {\displaystyle X}, ovvero dal numero di indeterminate. Ad esempio, l'ampliamento {\displaystyle F\subseteq F(X)} è puramente trascendente con grado di trascendenza {\displaystyle 1}, e {\displaystyle F\subseteq F(X_{1},\ldots ,X_{n})} ha grado {\displaystyle n}.
Non tutte le estensioni trascendenti {\displaystyle F\subseteq K} sono puramente trascendenti. Questo è vero nel caso in cui {\displaystyle K} sia un ampliamento intermedio tra {\displaystyle F} e {\displaystyle F(X)} (teorema di Lüroth; in particolare {\displaystyle K} è un'estensione semplice di {\displaystyle F}), ma non per più alti gradi di trascendenza; nel caso in cui {\displaystyle F\subseteq K\subseteq F(X,Y)}, il risultato è ancora valido se si suppone che {\displaystyle F} sia algebricamente chiuso e {\displaystyle F(X,Y)} è un ampliamento finito e separabile di {\displaystyle K.}